# Théroigne de Méricourt
Anne-Josèphe Théroigne de Méricourt (Marcourt  13 de Agosto de 1762 - Hospital de la Salpêtrière de Paris, 8 de Junho de 1817) foi uma mulher política francesa, heroína da Revolução Francesa. Aparenta ter recebido uma boa criação, sendo educada no Convento de Robermont. Intensamente apaixonada, tinha uma vigorosa eloquência, que muito lhe foi útil durante o curto espaço de tempo (1789-1793) em que sua vida teve interesse histórico.

## Biografia
filha de Pierre Terwagne (n.1731), de Xhoris, e de Élisabeth Lahaye (1732-1767), de Marcourt, Anne-Josèphe, mais tarde também chamada de Lambertine, foi confiada a diferentes tias a partir dos cinco anos, em consequência da morte de sua mãe, até ir para o convento de Robermont. Aos doze anos, volta para a casa de seu pai, que havia se casado de novo, mas no ano seguinte, após um desentendimento com sua madrasta, foge desse meio familiar de camponeses proprietários para transformar-se no que se convencionou chamar de "demi-mondaine".
Após viver em Paris, Londres e na Itália, e conhecido aventuras múltiplas, ela se atira no turbilhão da Revolução Francesa, a partir de seu início, no ano de 1789, e participa da Tomada da Bastilha. Em 5 de Outubro de 1789, Théroigne é cabeça do cortejo que vai até Versailles para trazer para Paris « o padeiro, a padeira e o pequeno aprendiz », termo pejorativo usado para se referir ao Rei Luís XVI, à Rainha Maria Antonieta e ao delfim. Ela apresenta as reivindicações do povo a Maria Antonieta, que ela encara com desprezo. Vestida como amazona, carregando uma pistola e um sabre que lhe foi oferecido após a Tomada da Bastilha, Théroigne, mas conhecida em Paris sob o nome de « A Bela Liégeoise » (em referência a sua origem), mantém um salão na Rua du Boulay, onde pode-se encontrar Siéyès, Camille Desmoulins, Pétion, Brissot, Fabre d'Églantine, Romme, a quem dedica uma afeição particular, e muitos outros.

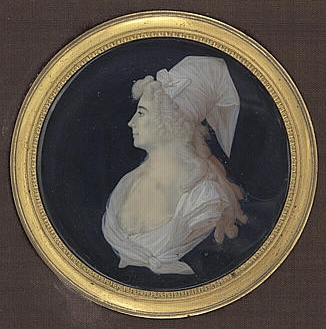
Théroigne de Méricourt.
Miniatura em marfim por François Hippolyte Desbuissons.

Théroigne cria com Romme o « Clube dos Amigos da Lei », que mais tarde funde-se ao célebre Clube dos Cordeliers. Ao final de 1790, endividada, acusada de ter tomado parte nos abusos da Jornada de 5 e 6 de Outubro em Versailles, ela volta a seu país e instala-se em Liège, onde é presa na noite de 15 para 16 de Fevereiro de 1791 pelo novo poder austríaco. Na verdade, ela é suspeita de tramar o assassinato de Maria Antonieta, austríaca de nascimento. Internada em Kufstein, no Tirol, é libertada pelo Imperador Leopoldo II da Áustria e é novamente vista em Paris ao final do ano de 1791.
No dia 26 de janeiro de 1792, ela é recebida com pompa no Clube dos Jacobinos. Alinha-se então ao lado de Brissot, afirmando-se totalmente republicana.
Mete-se em todos os combates. Favorável à guerra, tenta criar uma « Falange de Amazonas » na primavera de 1792. Participa ativamente da invasão do Palácio das Tulherias pelo povo de Paris na Jornada de 10 de Agosto de 1792. Em Maio de 1793, já após a deposição de Luís XVI, na Assembléia Nacional, acusada de apoiar Brissot, chefe dos Girondinos, é levada por mulheres para um canto dos Jardins das Tulherias onde é despida e, completamente nua, é açoitada. Este ato degradante e a sensação de uma revolução « fracassada » mergulham-na na loucura ; ela fica internada durante os últimos 23 anos de sua vida.
Sua vida que faz dela uma das primeiras feministas da História, inspirou Charles Baudelaire em "Les Fleurs du Mal" ("As Flores do mal") e Sarah Bernhardt interpretou seu papel e lhe deu voz no Teatro.

## Publicações(em francês)
- Discours prononcé à la Société fraternelle des minimes, le 25 mars 1792, l'an quatrième de la liberté, par Mlle. Théroigne, en présentant un drapeau aux citoyennes du faubourg S. Antoine (1791) Texto "on line"
- Aux 48 sections (179[2]) Texto "on line"